# Tasov
Tasov – miejscowość i gmina (obec) w Czechach, w kraju Wysoczyna, w powiecie Zdziar nad Sazawą. W 2022 roku liczyła 682 mieszkańców.

## Historia
Pierwsza pisemna wzmianka o wsi pochodzi z roku 1233.
Przy pracach archeologicznych w latach 2008–2009 odkryto w Tasovie fundamenty średniowiecznej rotundy.

## Znane osoby związane z Tasovem
W Tasovie urodził się, przeżył dużą część życia i został pochowany Jakub Deml, czeski pisarz, poeta i tłumacz, ksiądz katolicki. Tasov wielokrotnie pojawia się w jego twórczości, odwiedzało go tu wielu ludzi kultury.

## Miejsca warte uwagi
- Barokowy kościół pod wezwaniem Piotra i Pawła (XVIII w.)
- Hrádek – ruiny gotyckiej warowni pod wsią
- Willa Jakuba Demla – zaprojektował ją Bohuslav Fuchs
- Grób Jakuba Demla.